# مونته‌ویدئو (مینه‌سوتا)
مونته‌ویدئو، مینه‌سوتا (به انگلیسی: Montevideo, Minnesota) یک شهر در ایالات متحده آمریکا است که در Chippewa County واقع شده‌است.

## خصوصیات
مونته‌ویدئو ۱۲٫۵۶ کیلومترمربع مساحت و ۵٬۳۸۳ نفر جمعیت دارد و ۲۸۴ متر بالاتر از سطح دریا واقع شده‌است.